# Chiesa di San Giorgio (Pontremoli)
La chiesa di San Giorgio è un edificio sacro che si trova in via Porta Parma a Pontremoli.
Di origine romanica (ma secondo alcune fonti risalente nel suo nucleo originario al 479), è citata per la prima volta il 10 marzo 1078, in una bolla pontificia di papa Gregorio VII, che la cita fra le dipendenze del monastero di San Benedetto di Leno. Ad esso la chiesa apparteneva ancora alla fine del XVI secolo. Successivamente si ridusse a una piccola cappella, rimasta poi isolata. Ne rimane l'abside, che presenta una serie di archetti pensili sorretti da mensole e semicolonne che decorano anche il resto della chiesa, e una parte del corpo ad essa collegato.